# Tobias Tenenbaum
Tobias Tenenbaum (geboren am 13. August 1973 in Offenbach) ist ein deutscher Kinderarzt und seit 2021 Erster Vorsitzender der Deutschen Gesellschaft für Pädiatrische Infektiologie.

## Leben
Tenenbaum wuchs in Offenbach auf, wo er am dortigen Leibnizgymnasium auch sein Abitur ablegte. Von 1993 bis 1999 studierte er an der Justus-Liebig-Universität Gießen sowie an der Universität Nottingham Medizin. Im Jahr 2001 schloss er in Gießen seine Dissertation zum Protektiven Effekt von NO an der alveolo-epithelialen Barriere bei oxidativem Stress ab. Einen Teil seines Praktischen Jahrs absolvierte er an der Mount Sinai Medical School in New York.
Während seiner klinischen und wissenschaftlichen Tätigkeit hat sich Tenenbaum
schwerpunktmäßig der Pädiatrischen Infektiologie und Pneumologie gewidmet und an der Heinrich-Heine-Universität Düsseldorf die entsprechenden Zusatzqualifikationen erworben. Als Wissenschaftlicher Mitarbeiter bei Horst Schroten in Düsseldorf führte er unter anderem klinische Studien zum Thema pädiatrischer Atemwegsinfektionen und der spezifischen Immunantwort durch. Er war insgesamt an mehr als 90 Fachpublikationen beteiligt. Seit 2008 war er als Facharzt für Kinder- und Jugendmedizin am Universitätsklinikum Mannheim tätig und leitete als Oberarzt in der Klinik für Kinder- und Jugendmedizin die Abteilung Kinderinfektiologie. In Mannheim habilitierte er sich und wurde 2013 zum außerplanmäßigen Professor ernannt. 2021 wechselte er nach Berlin an das Sana Klinikum Lichtenberg, wo er Chefarzt der Klinik für Kinder- und Jugendmedizin wurde.
Im Jahr 2021 wurde er zum 1. Vorsitzenden der Deutschen Gesellschaft für Pädiatrische Infektiologie gewählt.